# 117 bis Grande Rue
Pour plus de détails, voir Fiche technique et Distribution.
117 bis Grande Rue (titre original : Menschen untereinander) est un film allemand réalisé par Gerhard Lamprecht, sorti en 1926.

## Synopsis
Au centre de l'action, il y a un bâtiment typique du Berlin des années 1920. Un bijoutier et un avocat vivent dans les étages inférieurs. L'étage suivant, il y a une veuve et un fonctionnaire. Les deux locaux commerciaux sont une école de danse et une agence de rencontres. Tout en haut, sous le toit vivent les locataires les plus pauvres : un vendeur de ballons et un professeur de piano ruiné après l'inflation. L'immeuble représente donc la société, ses besoins et ses antagonismes de classe.
Le film raconte par épisodes la vie des habitants. De cette façon, les différents milieux sociaux sont contrastés. Cependant tous les locataires connaissant des expériences existentielles telles que l'amour, le bonheur et la déception. Elles sont vécus différemment à cause des conséquences d'un système économique et social qui se désagrège.

## Fiche technique
- Titre : 117 bis Grande Rue
- Titre original : Menschen untereinander
- Réalisation : Gerhard Lamprecht
- Scénario : Gerhard Lamprecht, Luise Heilborn-Körbitz, Eduard Rothauser (de)
- Musique : Giuseppe Becce
- Direction artistique : Otto Moldenhauer (de)
- Photographie : Karl Hasselmann
- Producteur : Gerhard Lamprecht
- Société de production : Gerhard-Lamprecht-Film Produktion, National-Film
- Pays de production : Allemagne  République de Weimar
- Langue : allemand
- Format : Noir et blanc - 1,33:1 - 35 mm
- Genre : Drame
- Durée : 108 minutes
- Dates de sortie :
  - Allemagne  République de Weimar : 3 avril 1926.
  - Finlande : 20 août 1928.

## Distribution
- Alfred Abel : Helmuth Köhler, l'assesseur
- Aud Egede-Nissen : Gertrud Köhler, son épouse
- Eduard Rothauser (de) : Rudloff, le bijoutier
- Renate Brausewetter : Brigitte, sa fille
- Berthold Reissig (de) : Lippert, le vendeur de ballons
- Paul Bildt : Ritter, le professeur de piano
- Elsa Wagner : Mme Ritter
- Mathilde Sussin : Mme von Wolgast
- Andreas Bull : Dieter, son fils
- Max Maximilian (de) : Kaminski, le concierge
- Käte Haack : Mme Kaminski
- Erika Glässner (de) : La veuve Büttner, propriétaire foncier
- Aribert Wäscher : Alfons Mellentin, marieur
- Margarete Kupfer : Ria Ricarda Roda, marieuse
- Lydia Potechina : Mme Mierig
- Olga Limburg (de) : Helena Ipanova, professeur de danse
- Grit Haid (de) : Lotte, son élève
- Hermine Sterler : La surveillante de prison
- Erich Kaiser-Titz : Wagner, conseiller juridique
- Karl Platen : L'aumônier de la prison
- Heinrich Schroth : Weißenborn, conseiller municipal
- Julia Serda : L'amie d'un candidat

## Histoire
117 bis Grande Rue est l'une des études d'un milieu social que Lamprecht tourne dans les années 1920, sur place et en partie avec des acteurs amateurs à Berlin ; comme le film s'inspire des dessins de Heinrich Zille et s'appuie sur ses conseils, on appelle le film « le film de Zille ».
En France, le film est distribué par la Compagnie Française du Film.